# Radio Rebel
Radio Rebel è un film per la televisione del 2012 diretto da Peter Howitt.
Tratto sul romanzo Shrinking Violet di Danielle Joseph, il film è stato sceneggiato da Erik Patterson. Negli Stati Uniti è andato in onda il 17 febbraio 2012 mentre in Italia è andato in onda il 29 settembre 2012 alle 14:00.

## Trama
Tara è una ragazza timida. Diventa dj di una trasmissione radiofonica chiamata "Radio Rebel" trasmesso in diretta di nascosto dalla sua camera.  A causa della sua timidezza, non rivela questa attività a nessuno, neanche a sua madre e alla sua migliore amica. La timidezza la porta ad essere isolata e a non riuscire a dichiarare il suo amore a Gavin, un ragazzo che le piace fin da quando erano piccoli. Il patrigno, che gestisce un'azienda radiofonica, la "Slam FM", vuole assolutamente scoprire chi sia il DJ Radio Rebel per farla lavorare nella sua radio. Un giorno, entrando nella stanza di Tara per chiederle che cosa ne pensava di Radio Rebel, scopre che è proprio lei la DJ misteriosa e decide con il consenso della ragazza di fare trasmettere la radio di quest'ultima dalla sua stazione così che la possa ascoltare tutta la città, ma su richiesta di Tara decide di mantenere un alone di mistero su chi sia Radio Rebel. Questo programma ha molto successo ma non è bene accettato dalla preside della scuola che frequenta Tara che vuole scoprire a tutti i costi chi sia questa studentessa ribelle per punirla molto severamente. Nel frattempo Tara e Audrey, la sua migliore amica, litigano perché quest'ultima crede che l'amica le nasconda qualcosa allora Tara le rivela tutto e la porta allo studio dove andava in onda per farle capire che non scherzava. Dopo alcune puntate Radio Rebel acquisisce molti fan di tutte le età e quando sembra andare tutto per il verso giusto, dopo una serie di episodi accaduti a scuola per mano della Slam FM, la preside vuole che chiunque sia Radio Rebel si debba costituire e la pena per l'oltraggio subito sarebbe stata l'espulsione dalla scuola. Dato che nessuno si è fatto avanti, la preside abolisce il ballo di fine anno a discapito di tutti gli studenti. Così Radio Rebel viene odiata da tutti e per scusarsi dell'accaduto decide di organizzare un "Ollab" cioè una festa al contrario dove verranno eletti un re e una reginetta. Nel frattempo il rapporto tra Tara/Radio Rebel e Gavin si inizia a rafforzare, anche grazie a uno spettacolo teatrale in cui dovranno recitare insieme, e questo suscita le gelosie di Stacy, la ragazza più popolare della scuola, passata in secondo piano con il successo di Radio Rebel, che vuole in tutti i modi consegnare la DJ ribelle nelle mani della preside in modo che ritorni ad essere la più amata e venga eletta reginetta del ballo. Così si adopera per trovare l'artefice di tutto ciò e riesce a scoprire che era Tara la misteriosa ragazza e cerca di trovare qualsiasi prova a supporto della sua tesi. Per averne le prove, organizza una festa a casa sua e invita tutti i ragazzi della scuola all'ora in cui sarebbe iniziata la puntata di Radio Rebel ma anche Tara si presenta riuscendo a escogitare un piano con sua madre e Cami. Questo va alla perfezione ma Stacy continua ad avere dubbi su di lei e così finalmente riesce a trovare le prove che Tara sia davvero Radio Rebel così la ricatta chiedendole di dire alla radio di votare Stacy invece di lei come reginetta al ballo. Nonostante questo però alla festa Radio Rebel vince comunque la corona di reginetta e Tara svela la sua identità e sfortunatamente la preside della scuola, riuscitasi a intrufolare al ballo, scoprendo la sua identità minaccia di espellerla allora tutti gli spettatori affermano di essere loro Radio Rebel e quindi la preside esce di scena sconfitta mentre Tara cede la sua corona a Stacy. Gavin le dedica una canzone e dopo aver dichiarato il suo amore per lei e averle rivelato che lui sapeva già che era lei Radio Rebel, la invita a ballare.

## Cast
- Debby Ryan: Tara Adams, è una studentessa timida che crea una radio chiamata Radio Rebel
- Sarena Parmar: Audrey, è la migliore amica di Tara, che la aiuta a nascondere il segreto su Radio Rebel
- Adam DiMarco: Gavin, è uno dei fondatori dei Gees e si innamora di Tara.
- Merritt Patterson: Stacy, è la ragazza più popolare della scuola che è arrabbiata perché Radio Rebel è più popolare di lei
- Atticus Mitchell: Gabe, è il cantante più popolare della Gees Band
- Mercedes de la Zerda: DJ Cami Q , la popolare DJ che è la migliore amica di Tara a SLAM FM

## Produzione
Quando "Shrinking Violet" è stato adattato per il film, alcuni elementi hanno dovuto subiree modifiche, come il personaggio di Teresa (rinominato Tara) e il nome della stazione radiofonica (da Sweet T a Radio Rebel).
La sceneggiatura è stata composta da Erik Patterson e Jessica Scott.
Il film è stato girato dalla Maple Ridge e dalla Columbia Britannica in Canada durante l'estate del 2011.
Per promuovere il film, Debby Ryan ha registrato due canzoni:. "We Ended Right" con Chase Ryan e Chad Hiverly, e una cover di "We Got the Beat" delle The Go-Go's.

## Promozione
Il film è stato accompagnato da una line-up di una settimana chiamata We Got the Beat Week  composta da video musicali e musica a tema delle serie e dei film di Disney Channel.

## Colonna sonora
La colonna sonora di Radio Rebel è stata pubblicata 21 febbraio 2012.

### Tracce
1. Debby Ryan – We Got the Beat – 2:22 (Charlotte Caffey)
2. The Barrymores – Can'T Stop The Rock – 2:34 (Dan Parr)
3. The Whereabouts – Afterthought – 2:50 (Daniel Cotnoir, Patrick Curley, Pierre Jolivet, Andrew Macneill)
4. The GGGG's, Michael Liorti – Turn It All Around – 2:46 (Andrew Ang, Matt Tishler)
5. The GGGG's, Michael Liorti – We So Fly – 2:44 (Andrew Ang / Matt Tishler)
6. Karl Kimmel – Brand New Day – 2:37 (Joe Corcoran, Karl Kimmel)
7. Champion – Backing Off – 2:53 (Rebecca Makonnen, Maxime Morin)
8. Chad Hively, Chase Ryan, Debby Ryan – We Ended Right – 4:06 (Mark Grilliot, Chad Hively, Chase Ryan)
9. Two Hours Traffic – No Advances – 3:18 (Liam Corcoran, Derek Ellis, Andrew MacDonald, Alec O'Hanley)
10. Fat Sue – Like You Love Her – 3:47 (Jamie Bakker, Jack Burgess)
11. Martin Acosta, The GGGG's, Marlon Acosta Pomare – Now I Can Be The Real Me – 3:18 (Andrew Ang, Matt Tishler)
12. Central Park, Maylee Todd – Touch The Ground – 1:58 (Marco Di Felice, Benjamin Pinkerton)
13. Above Envy – My Revolution – 2:37 (Stefan Litrownik / Louis Yoelin)
14. Debby Ryan – A Wish Comes True Every Day – 3:11 (Alana Da Fonseca, Jason Gleed, Ali "Dee" Theodore)

## Critica
Radio Rebel attualmente ha un punteggio di 6.2 su 10 su IMDb. La première del film è stata seguita da oltre 4.3 milioni di telespettatori .

## Merchandising
Cafepress ha pubblicato una linea di merce a tema Radio Rebel.

## Trasmissione internazionale
| Nazione                                                   | Canale             | Prima TV            | Titolo                                |
| --------------------------------------------------------- | ------------------ | ------------------- | ------------------------------------- |
| Stati Uniti                                               | Disney Channel     | 17 febbraio 2012    | Radio Rebel                           |
| Canada                                                    | YTV                | 9 marzo 2012        | Radio Rebel                           |
| Argentina Cile Colombia Ecuador Messico Uruguay Venezuela | Disney Channel     | 15 aprile 2012      | Radio Rebel                           |
| Brasile                                                   | Disney Channel     | 15 aprile 2012      | Radio Rebel                           |
| Arabia                                                    | Disney Channel     | 19 maggio 2012      | Radio Rebel                           |
| Perù                                                      | América Television | 27 de enero de 2013 | Radio Rebel                           |
| Grecia Cipro                                              | Disney Channel     | 18 maggio 2012      | Ραδιο Επαναστάτρια Radio Epanastatria |
| Bulgaria                                                  | Disney Channel     | 19 maggio 2012      | Радио Бунтар                          |
| Rep. Ceca                                                 | Disney Channel     | 19 maggio 2012      | Rádio Rebel                           |
| Ungheria                                                  | Disney Channel     | 19 maggio 2012      | Rádió-Láz                             |
| Moldavia Romania                                          | Disney Channel     | 19 maggio 2012      | Rebela de la Radio                    |
| Polonia                                                   | Disney Channel     | 19 maggio 2012      | Bunt FM                               |
| Serbia                                                    | Disney Channel     | 19 maggio 2012      | Radio Rebel                           |
| Turchia                                                   | Disney Channel     | 19 maggio 2012      | Asi Ses                               |
| Ucraina                                                   | Disney Channel     | 19 maggio 2012      | Радіо бунтарка                        |
| Irlanda Regno Unito                                       | Disney Channel     | 1º giugno 2012      | Radio Rebel                           |
| Danimarca Finlandia Norvegia Svezia                       | Disney Channel     | 8 giugno 2012       | Radio Rebel                           |
| Austria Germania Svizzera                                 | Disney Channel     | 9 giugno 2012       | Radio Rebel – Unüberhörbar            |
| Russia                                                    | Disney Channel     | 16 giugno 2012      | Бунтарка                              |
| Brunei Malaysia                                           | Disney Channel     | 17 giugno 2012      | Radio Rebel                           |
| Cambogia Indonesia Filippine Singapore Thailandia Vietnam | Disney Channel     | 17 giugno 2012      | Radio Rebel                           |
| Israele                                                   | Disney Channel     | 19 giugno 2012      | רדיו רבל                              |
| Nuova Zelanda                                             | Disney Channel     | 6 luglio 2012       | Radio Rebel                           |
| Taiwan                                                    | Disney Channel     | 25 luglio 2012      | DJ甜心                                |
| Giappone                                                  | Disney Channel     | 28 luglio 2012      | 秘密のラジオ・ガール                  |
| Kazakistan                                                | Disney Channel     | 15 agosto 2012      | кіммен сол қыз болып табылады?        |
| Australia                                                 | Disney Channel     | 15 agosto 2012      | Radio Rebel                           |
| Italia                                                    | Disney Channel     | 29 settembre 2012   | Radio Rebel                           |
| Spagna                                                    | Disney Channel     | 5 ottobre 2012      | Radio Rebelde                         |
| Francia                                                   | Disney Channel     | 16 ottobre 2012     | Appelez-moi DJ Rebel                  |
| Paesi Bassi Belgio                                        | Disney Channel     | Autunno 2012        | Radio Rebel                           |
| Sudafrica                                                 | Disney Channel     | 2013                | Radio Rebel                           |